# يوجين غاري
يوجين غاري (بالإنجليزية: Eugene Blackburn Gary)‏ هو محامي وقاضي وسياسي أمريكي، ولد في 22 أغسطس 1854 في أبفيل في الولايات المتحدة، وتوفي في 10 ديسمبر 1926. انتخب Lieutenant Governor of South Carolina ‏.